# بنيامين ستورا
بنيامين ستورا. (بالفرنسية: Benjamin Stora)‏ أحد أشهر الخبراء المتخصصين في تاريخ الجزائر، وخصوصا الثورة التحريرية. وشمال إفريقيا، ولد من عائلة يهودية غادرت البلاد بعد حرب الاستقلال عام 1962. حاصل على شهادة دكتوراه، أستاذ بجامعة باريس ومفتش عام للتربية الوطنية من سبتمبر 2013 إلى يونيو 2018. يركز بحثه على تاريخ الجزائر وخاصة الحرب الجزائرية، وبشكل أعم عن تاريخ المغرب المعاصر ، وكذلك عن الإمبراطورية الاستعمارية الفرنسية والهجرة في فرنسا.

## سيرة شخصية

### الأسرة والدراسة
```
ولد المؤرخ الفرنسي بنيامين ستورا في 
قسنطينة
 
بالجزائر
 في 2 ديسمبر 1950م، من طائفة يهودية متأصلة في الجزائر ومنصهرة في المحيط الجزائري انصهارا اجتماعيا وثقافيا، أي أن عائلته كانت تتحدث اللغة العربية بالطلاقة وترتدي اللباس الجزائري. وتزامنت طفولته مع انفجار الثورة الجزائرية التحريرية، ثم رحل مع أفراد عائلته إلى فرنسا حيث استقر هناك وصار فرنسيا بامتياز، دون أن يقطع صلته بمسقط رأسه فظل محتفظا 
بشعرة معاوية
 مع الجزائر عن طريق التخصّص في دراسة تاريخها.
```

## الأعمال المنشورة

### الأعمال المنشورة لبنيامين ستورا
مؤلفاته الخاصة بتاريخ الجزائر فهي كثيرة شملت حقولا متنوعة، منها المفصّلة ومنها المختصرة، عالج فيها موضوعات شتى مسّت جذور الحركة الوطنية وروادها الأوائل، وكذا الاستعمار وجرائمه، وثورة أول نوفمبر 1954، والهجرة الجزائرية إلى فرنسا، وحرب الذاكرة بين الجزائر وفرنسا، وكتبَ أيضا عن يهود الجزائر وهجراتهم المتنوعة وعن الشرخ الذي حدث بينهم وبين المسلمين، وكتب عن العنصرية التي يعاني منها العرب، كما كتب أيضا عن طفولته في مسقط رأسه بقسنطينة. والجدير بالذكر أنه تعاون في أبحاثه العلمية مع بعض المؤرخين الجزائريين أذكر منهم محمد حربي. هذا وأنصح الجمهور العام بقراءة كتابه: “تاريخ الجزائر الاستعمارية 1830- 1962م” – على الأقل- وهو مطبوع في الجزائر(المؤسسة الوطنية للكتاب 1996م) ومتوفّر في مكتبات الجزائر.

## روابط خارجية
- بنيامين ستورا على موقع IMDb (الإنجليزية)
- بنيامين ستورا على موقع ألو سيني (الفرنسية)
- بنيامين ستورا على موقع قاعدة بيانات الفيلم (الإنجليزية)